# Charles Puleri
Charles Puleri (né le 1er mars 1969 à New York dans le Bronx) est un joueur américain de football américain. Il a évolué dans la Ligue canadienne de football, la Arena Football League, la NFL Europa et la XFL.

## Carrière
Après avoir été diplômé de la Lehman High School dans le Bronx et de l'université d'État du Nouveau Mexique, il s'engage en 1993 avec les Gold Miners de Sacramento, évoluant en LCF, jouant deux saisons avec la franchise canadienne. En 1995, il rejoint les Bobcats de la Floride, en Arena Football League, et joue en 1996, avec les Thunderbears de Houston, aujourd'hui nommés Thunderbears de Houston, toujours en AFL.
Il fait trois matchs en 1997 avec Monarchs de Londres en NFL Europa, gagnant deux matchs et en perdant un. Il revient en AFL, signant avec les Barnstormers de l'Iowa. Il est ensuite échangé, rejoint les Red Dogs du New Jersey (aujourd'hui Gladiateurs de Cleveland).
Il tente sa chance en NFL en 2000, signant un contrat d'un an avec les Cowboys de Dallas mais ne joue aucun match de la saison et est libéré. Il participe au draft de la XFL en 2000 et choisi au premier tour, au sixième choix par les Hitman de New York/New Jersey mais là aussi il ne joue aucun match durant la saison. Après la fermeture des portes de la XFL, il revient en AFL, jouant en 2002 et 2003 pour les Fury de Detroit et les Destroyers de Buffalo. Il prend sa retraite en 2003.